# Jan Costin Wagner
Jan Costin Wagner (ur. 13 października 1972 w Langen) – niemiecki pisarz i muzyk.
Wagner studiował germanistykę i historię. Obecnie mieszka w Niemczech. Drugim domem Wagnera jest Finlandia – ojczyzna jego żony Niiny oraz miejsce akcji pisanych przez niego kryminałów. Napisał sześć kryminałów. Bohaterem jego książek jest melancholijny detektyw Kimmo Joentaa, który nie może pogodzić się ze śmiercią swojej żony Sanny. Na podstawie książki Milczenie powstał film Cisza w reżyserii Barana bo Odara.

## Nagrody
- 2002: Nagroda Marlowe'a za kryminał Nachtfahrt
- 2008: Nagroda Deutscher Krimi Preis (3 miejsce) za kryminał Milczenie
- 2008: Nominacja do nagrody Los Angeles Times Book Prize za kryminał Księżyc z lodu

## Publikacje
- Nachtfahrt, 2002
- Eismond, 2003 (wyd. pol. Księżyc z lodu, 2006, ISBN 978-83-60207-19-2)
- Schattentag, 2005
- Das Schweigen, 2007 (wyd. pol. Milczenie, 2011, ISBN 978-83-61655-29-9)
- Im Winter der Löwen, 2009 (wyd. pol. Zima lwów, 2011, ISBN 978-83-61655-57-2)
- Das Licht in einem dunklen Haus, 2011